# Топліца
Топліца (рум. Toplița) — місто у повіті Харгіта в Румунії, що має статус муніципію. Адміністративно місту підпорядковані такі села (дані про населення за 2002 рік):
- Вале (1508 осіб)
- Вигань (241 особа)
- Зенкань (1027 осіб)
- Келіменел (967 осіб)
- Лункань (359 осіб)
- Мегеруш (643 особи)
- Могленешть (1064 особи)
- Секу (286 осіб)

Місто розташоване на відстані 283 км на північ від Бухареста, 71 км на північний захід від М'єркуря-Чука, 134 км на схід від Клуж-Напоки, 143 км на північ від Брашова.

## Населення
За даними перепису населення 2002 року у місті проживали 15 880 осіб.
Національний склад населення міста:
| Національність            | Кількість осіб | Відсоток |
| ------------------------- | -------------- | -------- |
| румуни                    | 11291          | 71,1%    |
| угорці                    | 4039           | 25,4%    |
| цигани                    | 486            | 3,1%     |
| німці                     | 15             | 0,1%     |
| українці                  | 12             | 0,1%     |
| росіяни-липовани          | 2              | < 0,1%   |
| євреї                     | 2              | < 0,1%   |
| італійці                  | 2              | < 0,1%   |
| поляки                    | 1              | < 0,1%   |
| не вказали національність | 1              | < 0,1%   |

Рідною мовою назвали:
| Мова       | Кількість осіб | Відсоток |
| ---------- | -------------- | -------- |
| румунська  | 11618          | 73,2%    |
| угорська   | 4055           | 25,5%    |
| циганська  | 178            | 1,1%     |
| українська | 9              | 0,1%     |
| німецька   | 7              | < 0,1%   |
| італійська | 2              | < 0,1%   |
| російська  | 1              | < 0,1%   |

Склад населення міста за віросповіданням:
| Релігія                                       | Кількість осіб | Відсоток |
| --------------------------------------------- | -------------- | -------- |
| православні                                   | 11176          | 70,4%    |
| римо-католики                                 | 3457           | 21,8%    |
| реформати                                     | 752            | 4,7%     |
| п'ятдесятники                                 | 176            | 1,1%     |
| греко-католики                                | 80             | 0,5%     |
| баптисти                                      | 65             | 0,4%     |
| адвентисти                                    | 54             | 0,3%     |
| не релігійні                                  | 31             | 0,2%     |
| унітарії                                      | 17             | 0,1%     |
| лютерани                                      | 4              | < 0,1%   |
| атеїсти                                       | 3              | < 0,1%   |
| лютерани (Синодально-пресвітеріанська церква) | 2              | < 0,1%   |
| юдеї                                          | 2              | < 0,1%   |
| бретрени                                      | 1              | < 0,1%   |
| старообрядці                                  | 1              | < 0,1%   |
| не вказали релігію                            | 5              | < 0,1%   |

## Зовнішні посилання
- Дані про місто Топліца на сайті Ghidul Primăriilor [Архівовано 22 лютого 2012 у Wayback Machine.]